# Kaesŏng

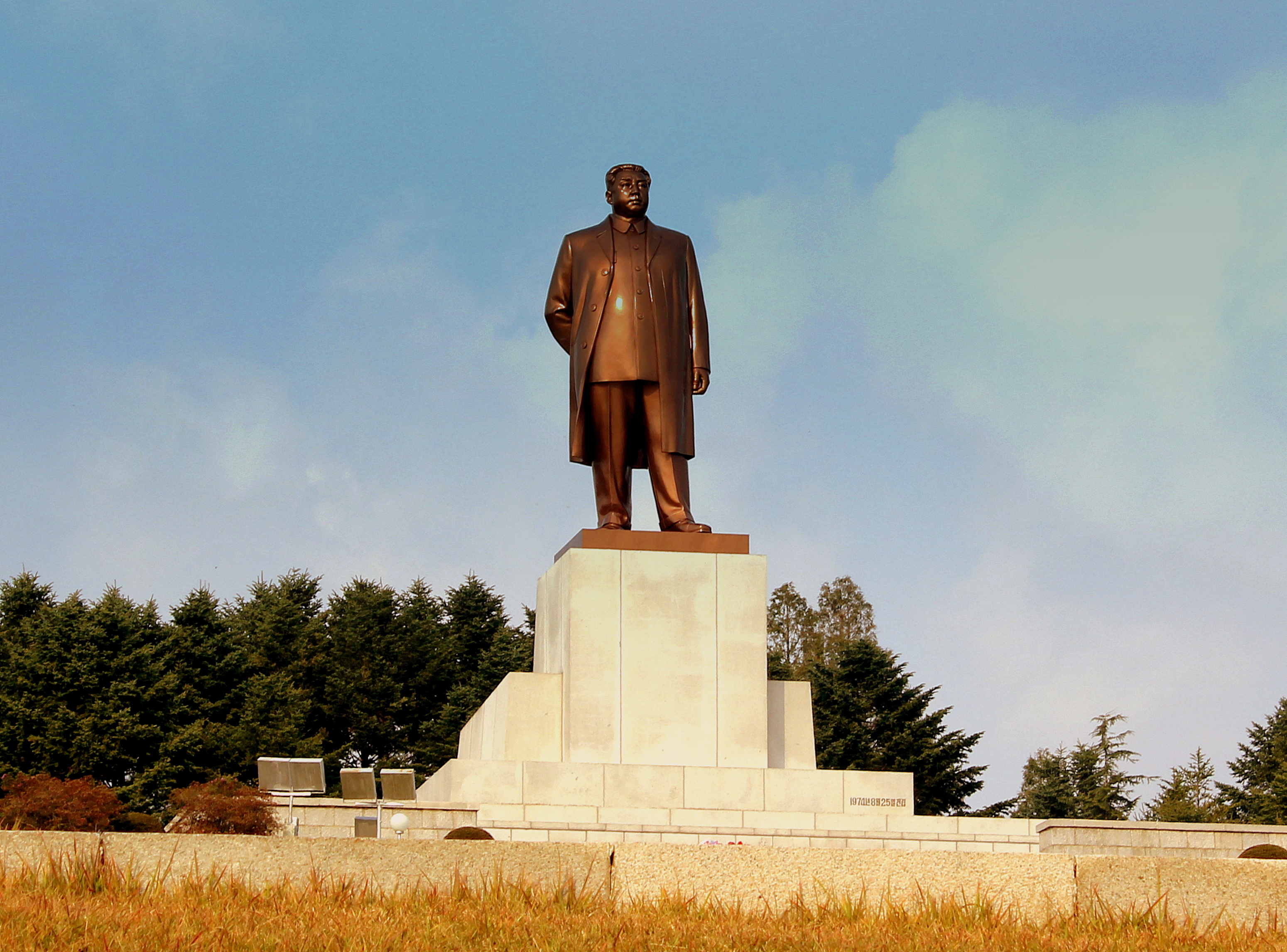
Pomnik Kim Il Sunga w Kaesŏng (po śmierci Kim Dzong Ila dodano tam również jego pomnik)

Kaesŏng (kor. 개성) – miasto w południowej części Korei Północnej, na nizinie nadmorskiej. Około 308 tys. mieszkańców. Stolica za czasów dynastii Goryeo (918–1392). Kaesŏng jest nową nazwą tego miasta, nadaną mu przez władze KRLD. W okresie sprzed okupacji japońskiej miasto nosiło nazwę Songak. W pobliżu miasta znajduje się Obszar Przemysłowy Kaesŏng.
W 2013 roku zabytki historyczne Kaesŏng zostały wpisane na listę światowego dziedzictwa UNESCO.
W mieście rozwinął się przemysł maszynowy, chemiczny, włókienniczy, spożywczy oraz porcelanowy.